# Taça Brasil 1959
Die Taça Brasil (Brasilien-Pokal) war der erste nationale Fußball-Wettbewerb in Brasilien. Die Taça wurde 1959 vom Brasilianischen Sportverband, dem CBD, ausgerichtet, um allen Vereinen Brasiliens die gleiche Chance zu geben, um am neugeschaffenen Südamerikapokal der Vereinsmannschaften, der Copa Libertadores, die 1960 ihren Spielbetrieb aufnahm, teilzunehmen. Der Meister der Taça Brasil 1959 qualifizierte sich für die Copa Libertadores 1960.
Die Sieger der Taça Brasil wurden zeitgenössisch als Campeões, als Meister von Brasilien, angesehen. Die CBF verweigerte aber bis 2010 den Vereinen die offizielle Anerkennung als Brasilianische Meister.

## Saisonverlauf
Der Wettbewerb startete am 23. August 1959 in seine Saison und endete am 29. März 1960.
Erster Torschützenkönig wurde mit 8 Treffern Léo Briglia vom Meister EC Bahia.
Bester Angriff
- EC Bahia: 25 Tore

Bester Verteidigung
- Atletico Paranaense: 3 Gegentore

Höchster Sieg
- Sport Recife : EC Bahia: 6:0 (30. Oktober 1959)

## Teilnehmer
Es nahmen 16 Mannschaften am Wettbewerb teil. Der Modus bestand aus einer Art Pokalsystem. Teilnehmer waren die Sieger der Staatsmeisterschaften 1958.

## Modus
Es zählte nach Hin- und Rückspiel nur die Anzahl der Siege, keine weiteren Kriterien. Sollten beide Mannschaften einmal gewonnen haben, wurde ein Entscheidungsspiel ausgetragen.
1. Runde:
In der ersten Runde wurden die Teilnehmer nach ihrer Herkunft in vier Regionen unterteilt, um die Reisewege und -kosten gering zu halten. In den Gruppen trafen die Mannschaften im Pokalmodus aufeinander. Die Sieger wurden in Hin- und Rückspielen ermittelt. Der Finalsieger jeder Gruppe zog ins Finalrunde ein.
Finalrunde:
Der Austragungsmodus blieb wie in der ersten Runde. Die Qualifikanten aus der ersten Runde im Viertelfinale aufeinander. Die Klubs der Verbände aus Rio de Janeiro (damals noch Guanabara (Bundesstaat)) und São Paulo wurde traditionell als spielstärker angesehen und vervollständigten das Feld im Halbfinale.

## 1. Runde

### Gruppe Nordeste
In der Gruppe Nordeste spielten die Staatsmeister der Verbände von:
 Alagoas
- CS Alagoano

 Bahia
- EC Bahia

 Ceará
- Ceará SC

 Rio Grande do Norte
- ABC Natal

|  | Halbfinale | Halbfinale  | Halbfinale | Halbfinale | Halbfinale |  |  | Finale | Finale   | Finale | Finale | Finale |
|  |            |             |            |            |            |  |  |        |          |        |        |        |
|  |            |             |            |            |            |  |  |        |          |        |        |        |
|  | 1          | ABC Natal   | 1          | 0          | 1          |  |  |        |          |        |        |        |
|  | 2          | Ceará SC    | 1          | 0          | 2          |  |  |        |          |        |        |        |
|  |            |             |            |            |            |  |  | 5      | Ceará SC | 0      | 2      | 1      |
|  |            |             |            |            |            |  |  | 6      | EC Bahia | 0      | 2      | 2      |
|  | 3          | CS Alagoano | 0          | 0          |            |  |  |        |          |        |        |        |
|  | 4          | EC Bahia    | 5          | 2          |            |  |  |        |          |        |        |        |
|  |            |             |            |            |            |  |  |        |          |        |        |        |

### Gruppe Norte
In der Gruppe Norte spielten die Staatsmeister der Verbände von:
 Maranhão
- Ferroviário EC (MA)

 Pará
- Tuna Luso Brasileira

 Paraíba
- Auto EC (PB)

 Pernambuco
- Sport Recife

|  | Halbfinale | Halbfinale           | Halbfinale | Halbfinale | Halbfinale |  |  | Finale | Finale               | Finale | Finale | Finale |
|  |            |                      |            |            |            |  |  |        |                      |        |        |        |
|  |            |                      |            |            |            |  |  |        |                      |        |        |        |
|  | 1          | Ferroviário EC (MA)  | 1          | 3          | 0          |  |  |        |                      |        |        |        |
|  | 2          | Tuna Luso Brasileira | 3          | 1          | 1          |  |  |        |                      |        |        |        |
|  |            |                      |            |            |            |  |  | 5      | Sport Recife         | 2      | 3      |        |
|  |            |                      |            |            |            |  |  | 6      | Tuna Luso Brasileira | 2      | 1      |        |
|  | 3          | Auto EC (PB)         | 0          | 2          |            |  |  |        |                      |        |        |        |
|  | 4          | Sport Recife         | 3          | 5          |            |  |  |        |                      |        |        |        |
|  |            |                      |            |            |            |  |  |        |                      |        |        |        |

### Gruppe Sul
In der Gruppe Sul spielten die Staatsmeister der Verbände von:
 Paraná
- Atletico Paranaense

 Rio Grande do Sul
- Grêmio FBPA

 Santa Catarina
- Hercílio Luz FC

Es gab nur ein Halbfinalspiel. Grêmio war direkt für das Finale qualifiziert.
|  | Halbfinale | Halbfinale          | Halbfinale | Halbfinale | Halbfinale |  |  | Finale | Finale              | Finale | Finale | Finale |
|  |            |                     |            |            |            |  |  |        |                     |        |        |        |
|  |            |                     |            |            |            |  |  |        |                     |        |        |        |
|  |            |                     |            |            |            |  |  |        |                     |        |        |        |
|  |            |                     |            |            |            |  |  |        |                     |        |        |        |
|  |            |                     |            |            |            |  |  | 3      | Grêmio FBPA         | 1      | 1      |        |
|  |            |                     |            |            |            |  |  | 4      | Atletico Paranaense | 0      | 0      |        |
|  | 1          | Hercílio Luz FC     | 1          | 0          |            |  |  |        |                     |        |        |        |
|  | 2          | Atletico Paranaense | 2          | 1          |            |  |  |        |                     |        |        |        |
|  |            |                     |            |            |            |  |  |        |                     |        |        |        |

### Gruppe Leste
In der Gruppe Leste spielten die Staatsmeister der Verbände von:
Es gab nur ein Halbfinalspiel. Atlético Mineiro war direkt für das Finale qualifiziert.
 Espírito Santo
- Rio Branco AC

 Guanabara
- Manufatora AC

 Minas Gerais
- Atlético Mineiro

|  | Halbfinale | Halbfinale    | Halbfinale | Halbfinale | Halbfinale |  |  | Finale | Finale           | Finale | Finale | Finale |
|  |            |               |            |            |            |  |  |        |                  |        |        |        |
|  |            |               |            |            |            |  |  |        |                  |        |        |        |
|  | 1          | Rio Branco AC | 3          | 1          |            |  |  |        |                  |        |        |        |
|  | 2          | Manufatora AC | 0          | 0          |            |  |  |        |                  |        |        |        |
|  |            |               |            |            |            |  |  | 3      | Rio Branco AC    | 2      | 1      |        |
|  |            |               |            |            |            |  |  | 4      | Atlético Mineiro | 2      | 2      |        |
|  |            |               |            |            |            |  |  |        |                  |        |        |        |
|  |            |               |            |            |            |  |  |        |                  |        |        |        |
|  |            |               |            |            |            |  |  |        |                  |        |        |        |

## Finalrunde
In der Finalrunde traten die Meister aus Rio de Janeiro (damals noch Guanabara (Bundesstaat)) der CR Vasco da Gama und aus São Paulo der FC Santos in den Wettbewerb ein.
Der Trainer Geninho vom EC Bahia war von Beruf Polizist. Er hatte seinen Klub die ganze Saison betreut. Für die Spieltage musste er Urlaub nehmen. Für das Entscheidungsspiel des Finales erhielt er keine Freigabe. Er wurde von Carlos Martin Volante vertreten.

|  | Viertelfinale | Viertelfinale    | Viertelfinale    | Viertelfinale | Viertelfinale |             |          | Halbfinale | Halbfinale | Halbfinale | Halbfinale | Halbfinale |  |  | Finale | Finale | Finale | Finale | Finale |
|  |               |                  |                  |               |               |             |          |            |            |            |            |            |  |  |        |        |        |        |        |
|  | 1             | EC Bahia         | 3                | 0             | 2             |             |          |            |            |            |            |            |  |  |        |        |        |        |        |
|  | 2             | Sport Recife     | 2                | 6             | 0             |             |          |            |            |            |            |            |  |  |        |        |        |        |        |
|  | 2             | Sport Recife     | 2                | 6             | 0             | 9           | EC Bahia | 1          | 1          | 1          |            |            |  |  |        |        |        |        |        |
|  |               |                  |                  |               |               | 9           | EC Bahia | 1          | 1          | 1          |            |            |  |  |        |        |        |        |        |
|  |               | 10               | CR Vasco da Gama | 0             | 2             | 0           |          |            |            |            |            |            |  |  |        |        |        |        |        |
|  |               | 10               | CR Vasco da Gama | 0             | 2             | 0           |          |            |            |            |            |            |  |  |        |        |        |        |        |
|  |               |                  |                  |               |               |             |          |            |            |            |            |            |  |  |        |        |        |        |        |
|  |               |                  |                  |               |               |             |          |            |            |            |            |            |  |  |        |        |        |        |        |
|  |               |                  |                  |               |               |             | 13       | EC Bahia   | 3          | 0          | 3          |            |  |  |        |        |        |        |        |
|  |               | 14               | FC Santos        | 2             | 2             | 1           |          |            |            |            |            |            |  |  |        |        |        |        |        |
|  | 5             | Atlético Mineiro | 1                | 0             |               |             |          |            |            |            |            |            |  |  |        |        |        |        |        |
|  | 6             | Grêmio FBPA      | 4                | 1             |               |             |          |            |            |            |            |            |  |  |        |        |        |        |        |
|  | 6             | Grêmio FBPA      | 4                | 1             | 11            | Grêmio FBPA | 1        | 0          |            |            |            |            |  |  |        |        |        |        |        |
|  |               |                  |                  |               |               | Grêmio FBPA | 1        | 0          |            |            |            |            |  |  |        |        |        |        |        |
|  |               | 12               | FC Santos        | 4             | 0             |             |          |            |            |            |            |            |  |  |        |        |        |        |        |
|  |               | 12               | FC Santos        | 4             | 0             |             |          |            |            |            |            |            |  |  |        |        |        |        |        |
|  |               |                  |                  |               |               |             |          |            |            |            |            |            |  |  |        |        |        |        |        |
|  |               |                  |                  |               |               |             |          |            |            |            |            |            |  |  |        |        |        |        |        |

### Hinspiel
| FC Santos                                             | FC Santos | EC Bahia | EC Bahia |
| ----------------------------------------------------- | --- | --- | -------- |
| FC Santos                                             | \| 10. Dezember 1959 in Estádio Urbano Caldeira (Santos) \| \| Ergebnis: 2:3 (1:1) \| \| Zuschauer: 23.000 \| \| Schiedsrichter: Alberto da Gama Malcher \| | \| 10. Dezember 1959 in Estádio Urbano Caldeira (Santos) \| \| Ergebnis: 2:3 (1:1) \| \| Zuschauer: 23.000 \| \| Schiedsrichter: Alberto da Gama Malcher \| | EC Bahia |
| FC Santos                                             | Manga, Getúlio, Urubatão, Chico Formiga, Dalmo Gaspar, Zito, Jair, Dorval, Coutinho, Pelé, Pepe Cheftrainer: Lula                                           | Nadinho, Antônio Leone, Henricão, Beto, Vicente, Flávio, Bombeiro, Marito, Alencar, Léo Briglia, Biriba Cheftrainer: Geninho                                | EC Bahia |
| FC Santos                                             | 1:0 Pelé (15.) 2:2 Pepe (77., Elfmeter) | 1:1 Biriba (21.) 1:2 Alencar (57.) 2:3 Alencar (89.) | EC Bahia |
| 10. Dezember 1959 in Estádio Urbano Caldeira (Santos) | | |          |
| Ergebnis: 2:3 (1:1)                                   | | |          |
| Zuschauer: 23.000                                     | | |          |
| Schiedsrichter: Alberto da Gama Malcher               | | |          |

### Rückspiel
| EC Bahia                                                   | EC Bahia | FC Santos | FC Santos |
| ---------------------------------------------------------- | --- | --- | --------- |
| EC Bahia                                                   | \| 30. Dezember 1959 in Estádio Fonte Nova (Salvador (Bahia)) \| \| Ergebnis: 0:2 (0:0) \| \| Zuschauer: 40.000 \| \| Schiedsrichter: José Monteiro Alencar \| | \| 30. Dezember 1959 in Estádio Fonte Nova (Salvador (Bahia)) \| \| Ergebnis: 0:2 (0:0) \| \| Zuschauer: 40.000 \| \| Schiedsrichter: José Monteiro Alencar \| | FC Santos |
| EC Bahia                                                   | Nadinho, Antônio Leone, Henricão, Beto, Vicente, Flávio, Bombeiro, Marito, Alencar, Léo Briglia, Biriba Cheftrainer: Geninho                                   | Laércio, Feijó, Getúlio, Chico Formiga, Dalmo Gaspar, Zito, Urubatão, Dorval, Coutinho, Pelé, Pepe Cheftrainer: Lula                                           | FC Santos |
| EC Bahia                                                   | 0:1 Coutinho (53.) 0:2 Pelé (76.) | | FC Santos |
| 30. Dezember 1959 in Estádio Fonte Nova (Salvador (Bahia)) | | |           |
| Ergebnis: 0:2 (0:0)                                        | | |           |
| Zuschauer: 40.000                                          | | |           |
| Schiedsrichter: José Monteiro Alencar                      | | |           |

### Entscheidungsspiel
Das Entscheidungsspiel wurde auf neutralem Platz in Rio de Janeiro im Maracanã ausgetragen.
| EC Bahia                                   | EC Bahia | FC Santos | FC Santos |
| ------------------------------------------ | --- | --- | --------- |
| EC Bahia                                   | \| 29. März 1960 in Rio de Janeiro (Maracanã) \| \| Ergebnis: 3:1 (1:1) \| \| Zuschauer: 20.000 \| \| Schiedsrichter: Frederico Lopes \| | \| 29. März 1960 in Rio de Janeiro (Maracanã) \| \| Ergebnis: 3:1 (1:1) \| \| Zuschauer: 20.000 \| \| Schiedsrichter: Frederico Lopes \| | FC Santos |
| EC Bahia                                   | Nadinho, Nenzinho, Henricão, Beto, Vicente, Flávio, Mário, Marito, Alencar, Léo Briglia, Biriba Cheftrainer: Carlos Martin Volante       | Lalá, Getúlio , Mauro Ramos, Chico Formiga , Zé Carlos, Zito, Marió, Dorval , Pagão (Tite), Coutinho , Pepe Cheftrainer: Lula            | FC Santos |
| EC Bahia                                   | 1:1 Vicente (37.) 2:1 Léo (46.) 3:1 Alencar (76.)                                                                                        | 0:1 Coutinho (27.) | FC Santos |
| EC Bahia                                   | Platzverweis: Vicente | Platzverweise: Getúlio, Formiga, Dorval                                                                                                  | FC Santos |
| 29. März 1960 in Rio de Janeiro (Maracanã) | | |           |
| Ergebnis: 3:1 (1:1)                        | | |           |
| Zuschauer: 20.000                          | | |           |
| Schiedsrichter: Frederico Lopes            | | |           |

## Torschützenliste
| Pl. | Nat.        | Spieler        | Verein | Tore   |
| --- | ----------- | -------------- | ------ | ------ |
| 1   | Brasilianer | Léo Briglia    | Bahia  | 8 Tore |
| 2   | Brasilianer | Raúl Bentancor | Sport  | 7 Tore |
| 3   | Brasilianer | Alencar        | Bahia  | 6 Tore |

## Abschlusstabelle
Die Tabelle diente lediglich zur Feststellung der Platzierung der einzelnen Mannschaften in der Saison. Sie wurde zeitweise vom Verband auch zur Ermittlung einer ewigen Rangliste herangezogen. Sie setzt sich zusammen aus allen ausgetragenen Spielen. In der Sortierung hat das Erreichen der jeweiligen Finalphase Vorrang vor den erzielten Punkten.
| Pl. | Verein               | Sp. | S | U | N | Tore    | Diff. | Punkte |
| --- | -------------------- | --- | - | - | - | ------- | ----- | ------ |
| 1.  | EC Bahia             | 14  | 9 | 2 | 3 | 025:180 | +7    | 20     |
| 2.  | FC Santos            | 5   | 2 | 1 | 2 | 009:700 | +2    | 05     |
| 3.  | Grêmio FBPA          | 11  | 6 | 4 | 1 | 008:500 | +3    | 16     |
| 4.  | CR Vasco da Gama     | 3   | 1 | 0 | 2 | 002:300 | −1    | 02     |
| 5.  | Sport Recife         | 7   | 4 | 1 | 2 | 021:100 | +11   | 09     |
| 6.  | Atlético Mineiro     | 4   | 1 | 1 | 2 | 005:800 | −3    | 03     |
| 7.  | Ceará SC             | 6   | 1 | 4 | 1 | 006:600 | ±0    | 06     |
| 8.  | Rio Branco AC        | 4   | 2 | 1 | 1 | 007:400 | +3    | 05     |
| 9.  | Tuna Luso Brasileira | 5   | 2 | 1 | 2 | 008:900 | −1    | 05     |
| 10. | Atletico Paranaense  | 4   | 2 | 0 | 2 | 003:300 | ±0    | 04     |
| 11. | Ferroviário EC (MA)  | 3   | 1 | 0 | 2 | 004:500 | −1    | 02     |
| 12. | ABC Natal            | 3   | 0 | 2 | 1 | 002:300 | −1    | 02     |
| 13. | Hercílio Luz FC      | 2   | 0 | 0 | 2 | 001:300 | −2    | 0      |
| 14. | Manufatora AC        | 2   | 0 | 0 | 2 | 000:400 | −4    | 0      |
| 15. | Auto EC (PB)         | 2   | 0 | 0 | 2 | 002:800 | −6    | 0      |
| 16. | CS Alagoano          | 2   | 0 | 0 | 2 | 000:700 | −7    | 0      |